# Acosmium subelegans
Acosmium subelegans är en ärtväxtart som först beskrevs av Robert H Mohlenbrock, och fick sitt nu gällande namn av Gennady Pavlovich Yakovlev. Acosmium subelegans ingår i släktet Acosmium och familjen ärtväxter. Inga underarter finns listade i Catalogue of Life.